# Горијано Вали (Л'Аквила)
Горијано Вали (итал. Goriano Valli) је насеље у Италији у округу Л'Аквила, региону Абруцо.
Према процени из 2011. у насељу је живело 181 становника. Насеље се налази на надморској висини од 678 м.